# Dimorphanthera myzomelae
Dimorphanthera myzomelae là một loài thực vật có hoa trong họ Thạch nam. Loài này được (Becc.) J.J.Sm. mô tả khoa học đầu tiên năm 1917.